# 95 (număr)
95 (nouăzeci și cinci) este numărul natural care urmează după 94 și este urmat de 96.

## În matematică
- 95 este un număr compus, având divizorii 1, 5, 19, 95. Este și un număr semiprim,[1][2] având doar doi divizori în afară de el însuși și 1. Este al 15-lea prim de forma (5.q).
- Este un număr Størmer.[3][4]
- Este un număr Thabit.[5]
- Este un număr endecagonal.[6]
- 95 are suma alicotă egală cu 25 care este parte din seria alicotă (95,25,6), de asemenea 95 este și număr aspirant deoarece seria sa alicotă se termină cu 6 care este un număr perfect.
- Face parte dintr-un triplet de numere semiprime distincte, mai exact  93, 94 și 95.
- Cel mai mic număr întreg pentru care funcția Mertens ia o valoare mai mare decât 1 (următorul care duce la obținerea unei valori mai mari este 218).
- Este un număr piramidal hexagonal.[7]
- Este singurul număr care are toate proprietățile generale descrise mai sus.

## În știință
- Este numărul atomic al americiului.[8]

### Astronomie
- NGC 95 este o galaxie spirală din constelația Peștii.
- Messier 95 este o galaxie spirală barată din constelația Leul.
- 95 Arethusa este un asteroid din centura principală.
- 95P/Chiron sau 2060 Chiron, un asteroid cometar de tip centaur.

## În alte domenii
Nouăzeci și cinci se mai poate referi la:
- Codul pentru departamentul francez Val-d'Oise.
- Cele 95 de teze ale lui Martin Luther, care au declanșat Reforma Protestantă în Germania.
- 95 Poems de E. E. Cummings (1958).
- Interstate 95, o autostradă din Statele Unite.
- Bay Ridge–95th Street, o stație a metroului din New York.
- Tupolev Tu-95, un bombardier strategic construit de compania sovietică Tupolev.
- Dogma 95, o mișcare cinematografică începută în anul 1995.
- Nokia N95, un telefon mobil produs de Nokia.
- Windows 95, un sistem de operare al Microsoft.
- Un interval de încredere de 95% în statistică, satisfăcător pentru majoritatea cazurilor.